# مجال الهندسة التطبيقية
يهتم مجال الهندسة التطبيقية على تطبيق الإدارة، والمهارات التقنية لتصميم الأنظمة وتكاملها وايضًا تختص في تنفيذ تصاميم المنتجات وتعمل على تحسين عمليات التصنيع وإدارة الوظائف الإدارية أو التقنية لشركة ما أو منظمة وتوجيهها. وعادةً ما تشمل مواد مجال الهندسة التطبيقية على توجيه وتدريس المبادئ الأساسية، والعملية، والهندسية التطبيقية، وإدارة المشاريع، والعمليات الصناعية، وايضًا على إدارة الإنتاج والعمليات وتكامل الأنظمة ومراقبتها، واخيرًا التنفيذ ومراقبة الجودة والإحصاءات. 14.0103 2020 CIP Code
وعند إنهاء وإكمال برامج الهندسة التطبيقية سيُوضح ويعرض طلاب الهندسة التطبيقية بكفاءات الإدارة التالية والتي من خلالها تبرز وتميز خريجيهم بشكل مميز وملحوظ عن خريجي الهندسة التقليدية وأخرى تتضمن على:
- استخدام التقنيات الإحصائية المناسبة في المتغير، ومخططات التحكم والرقابة في السمات والمميزات وايضًا في الجداول التي من خلالها أخذ العينات للتحسين المستمر والمتواصل.
- تقييم وتنفيذ أنظمة الجودة الإجمالية والكلية في الصناعة.
- تنفيذ جدولة الإنتاج، تطوير نظام لمراقبة المخزون ورصده، وايضًا استخدام تقنيات تخطيط الإنتاج المناسبة، واخيرًا تحديد العوامل الرئيسية في إدارة المشاريع وعرضها وبيانها.
- إظهار المعرفة الفيدرالية وهو مصطلح باللغة الإنجليزية وترجم إلى العربية بمعنى الإتحادية وهي عبارة عن (نظام يتألف من عدة أنظمة حكم والتي تكون مستقلة بشكل ذاتي، وتتحد فيما بينها بنظام مركزي) ، ولتشريع سلامة الدولة وتحديد دور الإدارة في برنامج السلامة الصناعية.
- التعرف على المخاطر المختلفة للصحة الصناعية والسلامة لتقييمها والتحكم بها.
- توضيح المعرفة بوظائف الإدارة التقليدية وممارساتها وتدريباتها، ومن بينها تطبيقات وقيود ونظم ومخططات إدارية مختلفة.
- حل المشكلات في المنظمات الصناعية النموذجية، والعمل بفعاليّة في الفُرق، وايضًا توضيح المعرفة بالمنطقة المدارة من المنشأة الصناعية.
- قم بتطبيق المبادئ بمجال الأعمال والتسويق والاقتصاد لتتمكن من حل المشكلات.
- تحديد مسؤولية الإشراف والإدارة في مختلف الصناعات.
- توضيح وإظهار مهارات التواصل وعادات العمل الفردية والجماعية الآمنة والفعّالة، بالإضافة إلى القيادة ضمن مجموعات مُلم بسلوك التعاون والتسامح.

يتخصصون طلاب الهندسة التطبيقية في مجالات الدراسة التقنية ودمج التجربة العملية بطريقة مباشرة وتطبيقية مع النظرية، ومن الأمثلة المتضمنة على هذه التخصصات الفنية والتقنية تشمل على ما يلي: التشغيل الآلي أو ما يعرف بالروبوتات، الطيران، التحرير والتصميم باستخدام الحاسوب، والكهرباء الميكانيكية، والإلكترونيات، والبناء العمراني، والاتصالات البيانية القائمة على الرسوم، والتصنيع، واخيرًا عمليات تصنيع النانو.
يتم توظيف المهندسين التطبيقيين في مجموعة كبيرة وواسعة من الصناعات التي تتضمن على: عمليات الإنتاج والتصنيع، البناء العمراني، وسائل النقل، والرعاية الصحية، الطباعة والنشر والتوزيع، وهؤلاء المهندسين مسؤولون عن تنفيذ العمليات وتحسين التصاميم. وإضافة على ذلك بالرغم من أن درجة علمية ما في تخصص الهندسة التطبيقية لا تعتبر شهادة هندسة التصميم تقليدية (للذين يتطلب عليهم إجراء امتحان الهندسة المهنية)، ونتيجة لذلك فمن المعروف تماماً أن يقوم أصحاب العمل بتوظيف خريجي الهندسة التطبيقية والتكنولوجيا للذين يطلق عليهم مصطلح «مهندس» في مسمياتهم الوظيفية، ومن الأمثلة المستخدمة والمتعلقة بمهن المهندسين والمطروحة في مواضيع الهندسة التطبيقية هي: مهندسي التطبيقات، ومهندسي التحكم أو المراقبة، مهندسي التصنيع، والمهندسين المدنيين، مهندسي العملية، ومهندسي الإنتاج، ومهندسي السلامة، واخيًرا مهندس المبيعات.
ونظرًا إلى المسارات التعليمية والوظيفية المتشابهة فإن كثيرًا ما يتواجد خريجو أقسام الهندسة التطبيقية في وظائف إدارية وذلك يرجع إلى الدراسة والتدريب والخبرة في المجالات التالية: كالرياضيات، والاقتصاد، والإحصاء، والمحاسبة المالية، وإدارة العمليات والجودة والسلامة الصناعية والمراقبة والإشراف. وقد تتضمن ايضًا بعض الفروع المعروفة والشائعة ذات الصلة بالإدارة: كمديرون الهندسة، ومديرو البناء، وقادة الفرق، ومديرو المصانع، ومديرو المصانع، ومديرو المشاريع، والمشرفون، والمديرين الفنيين.
ونتيجة لذلك لقد أصبح المهندسون التطبيقيون على أتم استعداد لإتخاذ تصميم هندسي ويتم رؤية ذلك من خلال التنفيذ والتطبيق، وكما هو معروف بإرتدائهم بالعديد من العقبات في الصناعة، والقيام بمهام الإشراف والتحكم على الموارد اللازمة وقيادة الأفراد وذلك للمساهمة في تحقيق الأهداف والأرباح النهائية للمؤسسة. وبالنسبة لبيئة العمل قد لا يكون هناك اختلاف بارز أو تفريق بين الهندسة والهندسة التطبيقية كما هو الحال في أغلب الوظائف بالقطاع الصناعي؛ لذا فإن الشهادة أو المقرر الدراسي هو الهندسة التطبيقية بينما الوظيفة هي الهندسة.

## نظام الإعتماد وإصدار الشهادات
تعتمد رابطة التكنولوجيا والإدارة والهندسة التطبيقية (ATMAE)، على برامج جامعية معينة في تخصص الهندسة التطبيقية، ومن المهن المستقبلية المتكررة لخريج أو مدرب الهندسة التطبيقية بأن يصبح مديرًا معتمدًا للتكنولوجيا (CTM) وذلك يتم بواسطة إجراء اختبار دقيق يتم إدارته من قبل منظمة التكنولوجيا والإدارة والهندسة التطبيقية (ATMAE) والذي يغطي على التخطيط والتحكم، والسلامة والجودة، والإدارة والإشراف.
وقد أقر مجلس إعتماد برنامج (ATMAE) من قبل مجلس إعتماد التعليم العالي (CHEA) وذلك للإعتماد على برامج الهندسة التطبيقية، وبذلك اعترف مجلس إعتماد التعليم العالي (CHEA) بشركة (ATMAE) الأمريكية بشأن إعتماد برامج الانتساب، ودرجة البكالوريوس، ودرجة الماجستير في مجال التكنولوجيا والتكنولوجيا التطبيقية والهندسية والتخصصات ذات الصلة بالتكنولوجيا من قبل المؤسسات الوطنية أو الإقليمية المعتمدة في الولايات المتحدة الأمريكية بالعام الميلادي 2011.